# Herrön, Avesta kommun
Herrön är en ö och ett naturreservat i Avesta kommun i Dalarnas län.
Området är naturskyddat sedan 1989 och är 26 hektar stort. Reservatet omfattar ön och vatten omkring och består av gran och lövträd.